# Liste der Großwesire des Osmanischen Reiches
Dies ist eine Liste der Großwesire des Osmanischen Reiches.

## Gründungsphase des Reiches 1320 bis 1453
| Großwesire                           | Amtsbeginn | Amtsende     | Hintergrundinformationen                                                       |
| ------------------------------------ | ---------- | ------------ | ------------------------------------------------------------------------------ |
| Alaeddin Pascha                      | 1320       | 1331         | türkischer Herkunft                                                            |
| Nizamüddin Ahmed Pascha              | 1331       | 1348         | türkischer Herkunft                                                            |
| Hacı Pascha                          | 1348       | 1349         | türkischer Herkunft                                                            |
| Sinanüddin Fakih Yusuf Pascha        | 1349       | 1364         | türkischer Herkunft                                                            |
| Çandarlı Kara Halil Hayreddin Pascha | 1364       | 1387         | türkischer Herkunft, stammte aus Cendere (oder Çandar), einem Dorf nahe Ankara |
| Çandarlı Ali Pascha                  | 1387       | 1406         | türkischer Herkunft                                                            |
| İmamzade Halil Pascha                | 1406       | 1413         | türkischer Herkunft, stammte aus Osmancık                                      |
| Beyazıd Pascha                       | 1413       | 1421         | türkischer Herkunft, stammte aus Amasya                                        |
| Çandarlı I. İbrahim Pascha           | 1421       | 1439         | türkischer Herkunft                                                            |
| Koca Mehmed Nizamüddin Pascha        | 1429       | 1439         | türkischer Herkunft, stammte aus Osmancık oder Amasya                          |
| Çandarlı II. Halil Pascha            | 1439       | 1. Juni 1453 | türkischer Herkunft. Erster hingerichteter Großwesir.                          |

## Expansionsphase und Zenit des Reiches 1453 bis 1580
| Großwesire                       | Amtsbeginn         | Amtsende           | Hintergrundinformationen                                                |
| -------------------------------- | ------------------ | ------------------ | ----------------------------------------------------------------------- |
| Zaganos Pascha                   | 1. Juni 1453       | 1456               | balkanischer Herkunft                                                   |
| Veli Mahmud Pascha (1. Mal)      | 1456               | 1466               | serbischer oder kroatischer Herkunft                                    |
| Rum Mehmed Pascha                | 1466               | 1469               | griechischer Herkunft                                                   |
| İshak Pascha (1. Mal)            | 1469               | 1472               |                                                                         |
| Veli Mahmud Pascha (2. Mal)      | 1472               | 1474               | serbischer oder kroatischer Herkunft                                    |
| Gedik Ahmed Pascha               | 1474               | 1477               | albanischer oder serbischer Herkunft, 1482 hingerichtet                 |
| Karamanlı Mehmed Pascha          | 1477               | 1481               | türkischer Herkunft, stammte aus Karaman, bei Revolte getötet           |
| İshak Pascha (2. Mal)            | 1481               | 1482               |                                                                         |
| Koca Davud Pascha                | 1482               | 1497               | albanischer Herkunft                                                    |
| Hersekoğlu Ahmed Pascha (1. Mal) | 1497               | 1498               | bosnischer Herkunft, stammte aus der Herzegowina                        |
| Çandarlı II. İbrahim Pascha      | 1498               | 1500               | türkischer Herkunft                                                     |
| Mesih Pascha                     | 1501               | 1501               | starb bei einer Brandkatastrophe in Galata                              |
| Hadim Ali Pascha (1. Mal)        | 1501               | 1503               | (Hadim = Manservant)                                                    |
| Hersekoğlu Ahmed Pascha (2. Mal) | 1503               | 1506               | bosnischer Herkunft, stammte aus der Herzegowina                        |
| Hadim Ali Pascha (2. Mal)        | 1506               | 1511               | bosnischer Herkunft, christl. Familie, gefallen                         |
| Hersekoğlu Ahmed Pascha (3. Mal) | 1511               | 1511               | bosnischer Herkunft, stammte aus der Herzegowina                        |
| Koca Mustafa Pascha              | 1511               | 1512               | griechischer Herkunft, hingerichtet                                     |
| Hersekoğlu Ahmed Pascha (4. Mal) | 1512               | 28. November 1514  | bosnischer Herkunft, stammte aus der Herzegowina                        |
| Dukakinoğlu Ahmed Pascha         | 18. Dezember 1514  | 8. September 1515  | albanischer Herkunft                                                    |
| Hersekoğlu Ahmed Pascha (5. Mal) | 8. September 1515  | 26. April 1516     | bosnischer Herkunft, stammte aus der Herzegowina                        |
| Hadım Sinan Pascha               | 26. April 1516     | 22. Januar 1517    | ermordet während der Schlacht von Ridaniya                              |
| Yunus Pascha                     | 22. Januar 1517    | 13. September 1517 | unbekannter Herkunft                                                    |
| Piri Mehmed Pascha               | 25. Januar 1518    | 27. Juni 1523      |                                                                         |
| Makbul Ibrahim Pascha            | 27. Juni 1523      | 14. März 1536      | griechischer oder albanischer Herkunft, stammte aus Parga, hingerichtet |
| Ayas Mehmed Pascha               | 14. März 1536      | 13. Juli 1539      | albanischer Herkunft                                                    |
| Lütfi Pascha                     | 13. Juli 1539      | April 1541         | wahrscheinlich albanischer Herkunft, stammte aus Vlora                  |
| Hadim Süleyman Pascha            | April 1541         | 28. November 1544  |                                                                         |
| Rüstem Pascha (1. Mal)           | 28. November 1544  | 6. Oktober 1553    | bosnischer Herkunft                                                     |
| Kara Ahmed Pascha                | 6. Oktober 1553    | 29. September 1555 | albanischer Herkunft                                                    |
| Rüstem Pascha (2. Mal)           | 29. September 1555 | 10. Juli 1561      | bosnischer Herkunft                                                     |
| Semiz Ali Pascha (1. Mal)        | 10. Juli 1561      | 28. Juni 1565      | albanischer Herkunft                                                    |
| Sokollu Mehmed Pascha            | 28. Juni 1565      | 12. Oktober 1579   | Herkunft aus Sokolovići, Dorf nahe Višegrad in Bosnien, ermordet        |
| Semiz Ahmed Pascha (2. Mal)      | 12. Oktober 1579   | 28. April 1580     | albanischer Herkunft                                                    |

## Stagnation des Reiches 1580 bis 1685
| Großwesire                                             | Amtsbeginn         | Amtsende           | Hintergrundinformationen                                                                       |
| ------------------------------------------------------ | ------------------ | ------------------ | ---------------------------------------------------------------------------------------------- |
| Lala Kara Mustafa Pascha                               | 28. April 1580     | 7. August 1580     | bosnischer Herkunft                                                                            |
| Koca Sinan Pascha (1. Mal)                             | 7. August 1580     | 6. Dezember 1582   | albanischer Herkunft                                                                           |
| Kanijeli Siyavuş Pascha (1. Mal)                       | 24. Dezember 1582  | 25. Juli 1584      | kroatischer oder ungarischer Herkunft, stammte aus Kanije                                      |
| Özdemiroğlu Osman Pascha                               | 28. Juli 1584      | 29. Oktober 1585   | aus der Familie der tscherkessischen Mamluken                                                  |
| Hadim Mesih Pascha                                     | 1. November 1585   | 14. April 1586     |                                                                                                |
| Kanijeli Siyavuş Pascha (2. Mal)                       | 14. April 1586     | 2. April 1589      | kroatischer oder ungarischer Herkunft, stammte aus Kanije                                      |
| Koca Sinan Pascha (2. Mal)                             | 14. April 1589     | 1. August 1591     | albanischer Herkunft                                                                           |
| Serdar Ferhad Pascha (1. Mal)                          | 1. August 1591     | 4. April 1592      | albanischer Herkunft                                                                           |
| Kanijeli Siyavuş Pascha (3. Mal)                       | 4. April 1592      | 28. Januar 1593    | kroatischer oder ungarischer Herkunft, stammte aus Kanije                                      |
| Koca Sinan Pascha (3. Mal)                             | 28. Januar 1593    | 16. Februar 1595   | albanischer Herkunft                                                                           |
| Serdar Ferhad Pascha (2. Mal)                          | 16. Februar 1595   | 7. Juli 1595       | albanischer Herkunft                                                                           |
| Koca Sinan Pascha (4. Mal)                             | 7. Juli 1595       | 19. November 1595  | albanischer Herkunft                                                                           |
| Lala Mehmed Pascha                                     | 19. November 1595  | 28. November 1595  |                                                                                                |
| Koca Sinan Pascha (5. Mal)                             | 1. Dezember 1595   | 3. April 1596      |                                                                                                |
| Damat İbrahim Pascha (1. Mal)                          | 4. April 1596      | 27. Oktober 1596   | bosnischer Herkunft                                                                            |
| Cigalazade Yusuf Sinan Pascha                          | 27. Oktober 1596   | 5. Dezember 1596   | italienischer Herkunft, aus der genuesischen Adelsfamilie der Cicala.                          |
| Damat İbrahim Pascha (2. Mal)                          | 5. Dezember 1596   | 3. November 1597   | bosnischer Herkunft                                                                            |
| Hadim Hasan Pascha                                     | 3. November 1597   | 9. April 1598      |                                                                                                |
| Cerrah Mehmed Pascha                                   | 9. April 1598      | 6. Januar 1599     |                                                                                                |
| Damat İbrahim Pascha (3. Mal)                          | 6. Januar 1599     | 10. Juli 1601      | bosnischer Herkunft                                                                            |
| Yemişçi Hasan Pascha                                   | 22. Juli 1601      | 4. Oktober 1603    | albanischer Herkunft, hingerichtet                                                             |
| Malkoç Yavuz Ali Pascha                                | 16. Oktober 1603   | 26. Juli 1604      | türkischer Herkunft                                                                            |
| Lala Mehmed Pascha                                     | 5. August 1604     | 21. Juni 1606      | bosnischer Herkunft                                                                            |
| Dervisch Mehmed Pascha                                 | 21. Juni 1606      | 9. Dezember 1606   | bosnischer Herkunft                                                                            |
| Kuyucu Murad Pascha                                    | 11. Dezember 1606  | 5. August 1611     | kroatischer Herkunft                                                                           |
| Gümülcineli Damat Nasuh Pascha                         | 5. August 1611     | 17. Oktober 1614   | wahrscheinlich albanischer Herkunft, stammte aus Gümülcine                                     |
| Öküz Mehmed Pascha (1. Mal)                            | 17. Oktober 1614   | 17. November 1616  | türkischer Herkunft, stammte aus Istanbul                                                      |
| Damat Halil Pascha (1. Mal)                            | 17. November 1616  | 18. Januar 1619    | armenischer Herkunft, stammte aus Zeytun                                                       |
| Öküz Mehmed Pascha (2. Mal)                            | 18. Januar 1619    | 23. Dezember 1619  | türkischer Herkunft, ermordet                                                                  |
| Güzelce Ali Pascha                                     | 23. Dezember 1619  | 9. März 1621       | türkischer Herkunft                                                                            |
| Ohrili Hüseyin Pascha                                  | 9. März 1621       | 17. September 1621 | albanischer Osmane, aus Ohri                                                                   |
| Dilaver Pascha                                         | 17. September 1621 | 20. Mai 1622       |                                                                                                |
| Kara Davud Pascha                                      | 20. Mai 1622       | 13. Juni 1622      | bosnischer Herkunft                                                                            |
| Mere Hüseyin Pascha (1. Mal)                           | 13. Juni 1622      | 8. August 1622     | albanischer Osmane, der einzige Großwesir, der kein türkisch sprach                            |
| Lefkeli Mehmed Pascha                                  | 8. August 1622     | 21. September 1622 | türkischer Herkunft, stammte aus Lefke, heute Orhaneli                                         |
| Gürcü Mehmed Pascha                                    | 21. September 1622 | 5. Februar 1623    | georgischer Herkunft (Gürcü = Georgisch)                                                       |
| Mere Hüseyin Pascha (2. Mal)                           | 5. Februar 1623    | 30. August 1623    | albanischer Herkunft                                                                           |
| Kemankeş Ali Pascha                                    | 30. August 1623    | 3. April 1624      | türkischer Herkunft                                                                            |
| Çerkes Mehmed Ali Pascha                               | 3. April 1624      | 28. Januar 1625    | tscherkessischer Herkunft (Çerkes = Tscherkessisch)                                            |
| Müezzinzade Filibeli Hafız Ahmed Pascha (1. Mal)       | 8. Februar 1625    | 1. Dezember 1626   | türkischer oder pomakischer Herkunft, stammte aus Filibe                                       |
| Damat Halil Pascha (2. Mal)                            | 1. Dezember 1626   | 6. April 1628      | armenischer Herkunft, stammte aus Zeytun                                                       |
| Gazi Hüsrev Pascha                                     | 6. April 1628      | 25. Oktober 1631   | 1632 hingerichtet                                                                              |
| Müezzinzade Filibeli Hafız Ahmed Pascha (2. Mal)       | 25. Oktober 1631   | 10. Februar 1632   | türkischer oder pomakischer Herkunft, stammte aus Filibe, starb bei einer Revolte              |
| Topal Recep Pascha                                     | 10. Februar 1632   | 18. Mai 1632       | bosnischer Herkunft, hingerichtet                                                              |
| Tabanıyassi Mehmed Pascha                              | 18. Mai 1632       | 2. Februar 1637    | wahrscheinlich albanischer Osmane, aus Drama                                                   |
| Bayram Pascha                                          | 2. Februar 1637    | 26. August 1638    |                                                                                                |
| Tayyar Mehmed Pascha                                   | 27. August 1638    | 23. Dezember 1638  | türkischer Herkunft, gefallen                                                                  |
| Kemankeş Kara Mustafa Pascha                           | 23. Dezember 1638  | 31. Januar 1644    | albanischer Omane, hingerichtet                                                                |
| Sultanzade Mehmed Pascha                               | 31. Januar 1644    | 17. Dezember 1645  | türkischer Herkunft (Sultanzade = Sohn eines weiblichen Mitglieds der Sultanendynastie)        |
| Nevesinli Salih Pascha                                 | 17. Dezember 1645  | 16. September 1647 | bosnischer Herkunft, stammte aus Nevesinje, hingerichtet                                       |
| Kara Musa Pascha                                       | 16. September 1647 | 21. September 1647 | türkischer Herkunft, gefallen                                                                  |
| Hezarpare Ahmed Pascha                                 | 21. September 1647 | 7. August 1648     | griechischer Herkunft, stammte aus Istanbul, hingerichtet                                      |
| Sofu Mehmed Pascha, auch genannt Mevlevi Mehmed Pascha | 7. August 1648     | 21. Mai 1649       | türkischer Herkunft, im August 1649 hingerichtet                                               |
| Kara Murad Pascha                                      | 21. Mai 1649       | 5. August 1651     |                                                                                                |
| Melek Ahmed Pascha                                     | 5. August 1651     | 21. August 1651    | (Melek = Engel)                                                                                |
| Abaza Siyavuş Pascha (1. Mal)                          | 21. August 1651    | 27. September 1651 | abasinischer Herkunft                                                                          |
| Gürcü Mehmed Pascha                                    | 27. September 1651 | 20. Juni 1652      | georgischer Herkunft (Gürcü – Georgisch)                                                       |
| Tarhuncu Ahmed Pascha                                  | 20. Juni 1652      | 21. März 1653      | albanischer Herkunft, hingerichtet                                                             |
| Koca Dervisch Mehmed Pascha                            | 21. März 1653      | 28. Oktober 1654   | tscherkessischer Herkunft                                                                      |
| İpşir Mustafa Pascha                                   | 28. Oktober 1654   | 11. Mai 1655       | abasinischer Herkunft                                                                          |
| Kara Murad Pascha (2. Mal)                             | 11. Mai 1655       | 19. August 1655    | albanischer Herkunft                                                                           |
| Ermeni Suleyman Pascha                                 | 19. August 1655    | 28. Februar 1656   | türkischer Herkunft, stammte aus Malatya                                                       |
| Gazi Hüseyin Pascha, auch genannt Deli Hüseyin Pascha  | 28. Februar 1656   | 5. März 1656       | türkischer Herkunft, stammte aus Yenişehir, 1659 hingerichtet                                  |
| Zurnazen Mustafa Pascha                                | 5. März 1656       | 5. März 1656       | albanischer Herkunft (Zurnazen = Zurnaspieler), war 4. Stunden im Amt                          |
| Abaza Siyavuş Pascha (2. Mal)                          | 5. März 1656       | 25. April 1656     | abasinischer Herkunft                                                                          |
| Boynuyaralı Mehmed Pascha                              | 26. April 1656     | 15. September 1656 | türkischer Herkunft, stammte aus Samsun                                                        |
| Köprülü Mehmed Pascha                                  | 15. September 1656 | 31. Oktober 1661   | albanischer Herkunft, stammte aus der Region von Roshnik                                       |
| Köprülü Fâzıl Ahmed Pascha                             | 31. Oktober 1661   | 19. Oktober 1676   | Herkunft: albanischer Vater, türkische Mutter; siehe Köprülü                                   |
| Merzifonlu Kara Mustafa Pascha                         | 19. Oktober 1676   | 25. Dezember 1683  | türkischer Herkunft, stammte aus Merzifon (adoptierter Sohn der Köprülü-Familie), hingerichtet |
| Kara İbrahim Pascha                                    | 25. Dezember 1683  | 18. November 1685  | bosnischer Herkunft                                                                            |

## Schrumpfung des Reiches 1685 bis 1775
| Großwesire                         | Amtsbeginn         | Amtsende           | Hintergrundinformationen                                                                         |
| ---------------------------------- | ------------------ | ------------------ | ------------------------------------------------------------------------------------------------ |
| Sarı Süleyman Pascha               | 18. November 1685  | 18. September 1687 | bosnischer Herkunft (Sarı = Blond), hingerichtet                                                 |
| Abaza Siyavuş Pascha (3. Mal)      | 18. September 1687 | 23. Februar 1688   | Abasinischer Herkunft, hingerichtet                                                              |
| Ayaşlı İsmail Pascha               | 23. Februar 1688   | 2. Mai 1688        | türkischer Herkunft, stammte aus Ayaş, 1690 hingerichtet                                         |
| Bekri Mustafa Pascha               | 30. Mai 1688       | 7. November 1689   | türkischer Herkunft, stammte aus Tekirdag                                                        |
| Köprülü Fâzıl Mustafa Pascha       | 10. November 1689  | 19. August 1691    | türkischer Herkunft, fiel in der Schlacht bei Slankamen gegen die Kaiserliche Armee              |
| Arabacı Ali Pascha                 | 24. August 1691    | 21. März 1692      | albanischer Herkunft                                                                             |
| Merfizonlu Hacı Ali Pascha         | 23. März 1692      | 17. März 1693      | türkischer Herkunft, stammte aus Merzifon                                                        |
| Bozoklu Mustafa Pascha             | 17. März 1693      | März 1694          | türkischer Herkunft, stammte aus Bozok, dem heutigen Yozgat                                      |
| Sürmeli Ali Pascha                 | 13. März 1694      | 22. April 1695     | Griechischer Herkunft, stammte aus Dimetoka                                                      |
| Elmas Mehmed Pascha                | 3. Mai 1695        | 11. September 1697 | türkischer Herkunft (Elmas = Diamant), gefallen in der Schlacht bei Zenta gegen die Österreicher |
| Amcazade Hüseyin Pascha            | 17. September 1697 | 4. September 1702  | türkischer Herkunft (Köprülü)                                                                    |
| Daltaban Mustafa Pascha            | 4. September 1702  | 24. Januar 1703    | Serbischer Herkunft, stammte aus Manastır (Daltaban = Barfuß)                                    |
| Rami Mehmed Pascha                 | 25. Januar 1703    | 22. August 1703    | türkischer Herkunft, stammte aus Istanbul                                                        |
| Kavanoz Ahmed Pascha               | 22. August 1703    | 16. November 1703  | Russischer Herkunft                                                                              |
| Damat Hasan Pascha                 | 18. November 1703  | 28. September 1704 | türkischer Herkunft, stammte von der Morea                                                       |
| Kalaylıkoz Hacı Ahmed Pascha       | Oktober 1704       | 25. Dezember 1704  |                                                                                                  |
| Baltacı Mehmed Pascha (1. Mal)     | 25. Dezember 1704  | 3. Mai 1706        | türkischer Herkunft, stammte aus Osmancık                                                        |
| Çorlulu Damat Ali Pascha           | 3. Mai 1706        | 15. Juni 1710      | türkischer Herkunft, stammte aus Çorlu, 1711 hingerichtet                                        |
| Köprülü Numan Pascha               | 16. Juni 1710      | 17. August 1710    | türkischer Herkunft (Köprülü)                                                                    |
| Baltacı Mehmed Pascha (2. Mal)     | 18. August 1710    | 20. November 1711  | türkischer Herkunft, stammte aus Osmancık                                                        |
| Ağa Yusuf Pascha                   | 20. November 1711  | 11. November 1712  |                                                                                                  |
| Silahdar Süleyman Pascha           | 12. November 1712  | 6. April 1713      |                                                                                                  |
| Hoca İbrahim Pascha                | 6. April 1713      | 7. April 1713      |                                                                                                  |
| Silahdar Damat Ali Pascha          | 27. April 1713     | 5. August 1716     |                                                                                                  |
| Hacı Halil Pascha                  | 21. August 1716    | Oktober 1717       | albanischer Herkunft                                                                             |
| Nişancı Mehmed Pascha              | Oktober 1717       | 9. Mai 1718        |                                                                                                  |
| Nevşehirli Damat İbrahim Pascha    | 9. Mai 1718        | 1. Oktober 1730    | türkischer Herkunft, stammte aus Nevşehir, ermordet                                              |
| Silahdar Damat Mehmed Pascha       | 16. Oktober 1730   | 23. Januar 1731    |                                                                                                  |
| Kabakulak İbrahim Pascha           | 23. Januar 1731    | 11. September 1731 |                                                                                                  |
| Topal Osman Pascha                 | 21. September 1731 | 12. März 1732      | türkischer Herkunft, 1733 gefallen                                                               |
| Hekimoğlu Ali Pascha (1. Mal)      | 12. März 1732      | 14. Juli 1735      | Herkunft: venezianischer Vater, türkische Mutter                                                 |
| Gürcü İsmail Pascha                | 14. Juli 1735      | 25. Dezember 1735  | Georgischer Herkunft (Gürcü = Georgisch)                                                         |
| Silahdar Seyyid Mehmed Pascha      | 10. Januar 1736    | 5. August 1737     | türkischer Herkunft, stammte aus Dimetoka                                                        |
| Muhsinzade Abdullah Pascha         | 22. August 1737    | 19. Dezember 1737  | türkischer Herkunft, stammte aus Aleppo                                                          |
| Yeğen Mehmed Pascha                | 3. Dezember 1737   | 23. März 1739      | türkischer Herkunft (Yeğen = Neffe, in diesem Fall des Sultans)                                  |
| Hacı İvaz Mehmed Pascha            | 17. März 1739      | 23. Juni 1740      | albanischer Herkunft                                                                             |
| Nişancı Ahmed Pascha               | 22. Juli 1740      | 7. April 1742      |                                                                                                  |
| Hekimoğlu Ali Pascha (2. Mal)      | 21. April 1742     | 4. Oktober 1742    | Herkunft: venezianischer Vater, türkische Mutter                                                 |
| Seyyid Hasan Pascha                | 4. Oktober 1742    | 10. August 1746    | türkischer Herkunft, stammte aus Karahisar, heute Şebinkarahisar                                 |
| Tiryaki Hacı Mehmed Pascha         | 11. August 1746    | 24. August 1747    | türkischer Herkunft                                                                              |
| Seyyid Abdullah Pascha             | 24. August 1747    | 2. Januar 1750     | türkischer Herkunft, stammte aus Kirkuk                                                          |
| Divitdar Mehmed Pascha             | 9. Januar 1750     | 1. Juli 1752       | türkischer Herkunft, stammte aus Istanbul                                                        |
| Köse Bahir Mustafa Pascha (1. Mal) | 1. Juli 1752       | 16. Februar 1755   | türkischer Herkunft, stammte aus Çorlu                                                           |
| Hekimoğlu Ali Pascha (3. Mal)      | 16. Februar 1755   | 19. Mai 1755       | Herkunft: venezianischer Vater, türkische Mutter                                                 |
| Naili Abdullah Pascha              | 19. Mai 1755       | 24. August 1755    | türkischer Herkunft, stammte aus Istanbul                                                        |
| Nişancı Ali Pascha                 | 24. August 1755    | 23. Oktober 1755   | albanischer Herkunft                                                                             |
| Yirmisekizzade Mehmed Said Pascha  | 25. Oktober 1755   | 1. April 1756      | türkischer Herkunft, stammte aus Edirne. Sohn von Yirmisekiz Mehmed Çelebi                       |
| Köse Bahir Mustafa Pascha (2. Mal) | 30. April 1756     | 3. Dezember 1756   | türkischer Herkunft, stammte aus Çorlu                                                           |
| Koca Ragıp Pascha                  | 12. Januar 1757    | 8. April 1763      | türkischer Herkunft, stammte aus Istanbul                                                        |
| Tevkii Hamza Hamid Pascha          | 11. April 1763     | 29. September 1763 | türkischer Herkunft, stammte aus Develi                                                          |
| Köse Bahir Mustafa Pascha (3. Mal) | 29. September 1763 | 30. März 1765      | türkischer Herkunft, stammte aus Çorlu                                                           |
| Muhsinzade Mehmed Pascha (1. Mal)  | 30. März 1765      | 7. August 1768     | türkischer Herkunft, Sohn von Muhsinzade Abdullah Pascha                                         |
| Silahdar Hamza Mahir Pascha        | 7. August 1768     | 20. Oktober 1768   | türkischer Herkunft, stammte aus Develi                                                          |
| Yağlıkçızade Mehmed Emin Pascha    | Oktober 1768       | 12. August 1769    | türkischer Herkunft, stammte aus Istanbul                                                        |
| Moldovancı Ali Pascha              | 12. August 1769    | 12. Dezember 1769  | türkischer Herkunft, stammte aus Daday                                                           |
| İvazzade Halil Pascha              | 13. Dezember 1769  | 25. Dezember 1770  | türkischer Herkunft, Sohn von İvaz Mehmed Pascha                                                 |
| Silahdar Mehmed Pascha             | 25. Dezember 1770  | 11. Dezember 1771  | türkischer Herkunft, stammte aus Istanbul                                                        |
| Muhsinzade Mehmed Pascha (2. Mal)  | Dezember 1771      | 6. August 1773     | türkischer Herkunft                                                                              |
| İzzet Mehmed Pascha (1. Mal)       | 11. August 1773    | 7. Juli 1775       | türkischer Herkunft, stammte aus Safranbolu                                                      |

## Gebietsverluste undTanzimatphasedes Reiches 1775 bis 1910
| Großwesire                                                        | Amtsbeginn         | Amtsende           | Hintergrundinformationen                                                                                                  |
| ----------------------------------------------------------------- | ------------------ | ------------------ | --- |
| Moralı Dervisch Mehmed Pascha                                     | 7. Juli 1775       | 5. Januar 1777     | türkischer Herkunft, aus Morea = Peloponnes                                                                               |
| Darendeli Cebecizade Mehmed Pascha                                | 5. Januar 1777     | 1. September 1778  | türkischer Herkunft, stammte aus Darende                                                                                  |
| Kalafat Mehmed Pascha                                             | 1. September 1778  | 22. August 1779    | Bulgarischer Herkunft, stammte aus Sofia, der einzige analphabetische Großwesir                                           |
| Silahdar Seyyid Mehmed Pascha oder Karavezir Seyyid Mehmed Pascha | August 1779        | 20. Februar 1781   | türkischer Herkunft, stammte aus Arabsun nahe Kırşehir                                                                    |
| İzzet Mehmed Pascha (2. Mal)                                      | 20. Februar 1781   | 25. August 1782    | türkischer Herkunft, stammte aus Safranbolu                                                                               |
| Yeğen Hacı Mehmed Pascha                                          | 25. August 1782    | 31. Dezember 1782  | türkischer Herkunft (Yeğen = Neffe, in dem Fall vom Sultan)                                                               |
| Halil Hamid Pascha                                                | 31. Dezember 1782  | 30. April 1785     | türkischer Herkunft, stammte aus Isparta. Urgroßvater von Kemal Derviş                                                    |
| Şahin Ali Pascha                                                  | 30. April 1785     | 25. Januar 1786    | sehr wahrscheinlich georgischer Herkunft                                                                                  |
| Koca Yusuf Pascha (1. Mal)                                        | 25. Januar 1786    | 28. Mai 1789       | Georgischer Herkunft |
| Cenaze Hasan Pascha oder Meyyit Hasan Pascha                      | 28. Mai 1789       | 2. Januar 1790     | Tscherkessischer Herkunft                                                                                                 |
| Cezayirli Gazi Hasan Pascha                                       | 2. Januar 1790     | 30. März 1790      | türkischer Herkunft |
| Çelebizade Şerif Hasan Pascha                                     | 16. April 1790     | 12. Februar 1791   | türkischer Herkunft, stammte aus Rusçuk                                                                                   |
| Koca Yusuf Pascha (2. Mal)                                        | 12. Februar 1791   | 1792               | Georgischer Herkunft |
| Damat Melek Mehmed Pascha                                         | 1792               | 21. Oktober 1794   | bosnischer Herkunft |
| İzzet Mehmed Pascha (3. Mal)                                      | 21. Oktober 1794   | 23. Oktober 1798   | türkischer Herkunft, stammte aus Safranbolu                                                                               |
| Kör Yusuf Ziyaüddin Pascha (1. Mal)                               | 23. Oktober 1798   | 24. Juni 1805      | georgischer Herkunft |
| Bostancıbaşı Hafız İsmail Pascha                                  | 24. September 1805 | 13. Oktober 1806   | türkischer Herkunft |
| Keçiboynuzu İbrahim Hilmi Pascha                                  | 13. Oktober 1806   | 3. Juni 1807       | türkischer Herkunft |
| Çelebi Mustafa Pascha                                             | 3. Juni 1807       | 29. Juli 1808      | türkischer Herkunft |
| Alemdar Mustafa Pascha, auch genannt Bayrakdar Mustafa Pascha     | 29. Juli 1808      | 15. November 1808  | türkischer Herkunft, stammte aus Rusçuk, sprengte sich zusammen mit über 400 Angreifern in die Luft                       |
| Çavuşbaş Memiş Pascha                                             | 16. November 1808  | Dezember 1808      | albanischer Herkunft |
| Çarhacı Ali Pascha                                                | Dezember 1808      | März 1809          | türkischer Herkunft |
| Kör Yusuf Ziyaüddin Pascha (2. Mal)                               | März 1809          | Februar 1811       | georgischer Herkunft |
| Laz Ahmed Pascha                                                  | Februar 1811       | Juli 1812          | Lasischer Herkunft |
| Hurşid Ahmed Pascha                                               | Juli 1812          | 30. März 1815      | türkischer Herkunft; zweiter Großwesir, der Selbstmord beging (1822)                                                      |
| Mehmed Emin Rauf Pascha (1. Mal)                                  | 30. März 1815      | 6. Januar 1818     | türkischer Herkunft |
| Burdurlu Dervisch Mehmed Pascha                                   | 6. Januar 1818     | 5. Januar 1820     | türkischer Herkunft, stammte aus Burdur                                                                                   |
| Seyyid Ali Pascha                                                 | 5. Januar 1820     | 21. April 1821     | türkischer Herkunft |
| Benderli Ali Pascha                                               | 21. April 1821     | 30. April 1821     | türkischer Herkunft, stammte aus Bender (heute Moldawien). Letzter auf Befehl des Sultans hingerichteter Großwesir.       |
| Hacı Salih Pascha                                                 | 30. April 1821     | 11. November 1822  | türkischer Herkunft |
| Deli Abdullah Pascha                                              | 11. November 1822  | 4. März 1823       | türkischer Herkunft |
| Turnacızade Silahdar Ali Pascha                                   | 4. März 1823       | Dezember 1823      | türkischer Herkunft |
| Mehmed Said Galip Pascha                                          | Dezember 1823      | 15. September 1824 | türkischer Herkunft |
| Benderli Mehmed Selim Sırrı Pascha                                | 15. September 1824 | 26. Oktober 1828   | türkischer Herkunft, stammte aus Bender, 1831 ermordet                                                                    |
| Darendeli Topal İzzet Mehmed Pascha (1. Mal)                      | 26. Oktober 1828   | Januar 1829        | türkischer Herkunft, stammte aus Darende                                                                                  |
| Reşid Mehmed Pascha                                               | Januar 1829        | 17. Februar 1833   | türkischer Herkunft |
| Mehmed Emin Rauf Pascha (2. Mal)                                  | 17. Februar 1833   | 8. Juli 1839       | türkischer Herkunft |
| Hüsrev Mehmed Pascha                                              | 8. Juli 1839       | 29. Mai 1841       | türkischer Herkunft |
| Mehmed Emin Rauf Pascha (3. Mal)                                  | 29. Mai 1841       | 7. Oktober 1841    | türkischer Herkunft |
| Darendeli Topal İzzet Mehmed Pascha (2. Mal)                      | 7. Oktober 1841    | 3. September 1842  | türkischer Herkunft, stammte aus Darende                                                                                  |
| Mehmed Emin Rauf Pascha (4. Mal)                                  | 2. September 1842  | 31. Juli 1846      | türkischer Herkunft |
| Mustafa Reşid Pascha (1. Mal)                                     | 31. Juli 1846      | 28. April 1848     | türkischer Herkunft |
| İbrahim Sarim Pascha                                              | 28. April 1848     | 13. August 1848    | türkischer Herkunft |
| Mustafa Reşid Pascha (2. Mal)                                     | 13. August 1848    | 27. Januar 1852    | türkischer Herkunft |
| Mehmed Emin Rauf Pascha (5. Mal)                                  | 27. Januar 1852    | 7. März 1852       | türkischer Herkunft |
| Mustafa Reşid Pascha (3. Mal)                                     | 7. März 1852       | 7. August 1852     | türkischer Herkunft |
| Mehmed Emin Ali Pascha (1. Mal)                                   | 7. August 1852     | 4. Oktober 1852    | türkischer Herkunft |
| Damat Mehmed Ali Pascha                                           | 4. Oktober 1852    | 14. Mai 1853       | türkischer Herkunft stammte aus Hemşin                                                                                    |
| Giritli Mustafa Naili Pascha (1. Mal)                             | 14. Mai 1853       | 31. Mai 1854       | albanischer Herkunft, stammte aus Ägypten, genannt Giritli=Kreter, weil er als Gouverneur lange auf der Insel gedient hat |
| Kıbrıslı Mehmed Emin Pascha (1. Mal)                              | 30. Mai 1854       | 24. November 1854  | türkischer Herkunft, stammte aus Zypern                                                                                   |
| Mustafa Reşid Pascha (4. Mal)                                     | 24. November 1854  | 4. Mai 1855        | türkischer Herkunft |
| Mehmed Emin Ali Pascha (2. Mal)                                   | 4. Mai 1855        | 1. Dezember 1856   | türkischer Herkunft |
| Mustafa Reşid Pascha (5. Mal)                                     | 1. Dezember 1856   | 2. August 1857     | türkischer Herkunft |
| Giritli Mustafa Naili Pascha (2. Mal)                             | 2. August 1857     | 23. Oktober 1857   | albanischer Herkunft |
| Mustafa Reşid Pascha (6. Mal)                                     | 23. Oktober 1857   | 7. Januar 1858     | türkischer Herkunft |
| Mehmed Emin Ali Pascha (3. Mal)                                   | 11. Januar 1858    | 8. Oktober 1859    | türkischer Herkunft |
| Kıbrıslı Mehmed Emin Pascha (2. Mal)                              | 8. Oktober 1859    | 24. Dezember 1859  | türkischer Herkunft, stammte aus Zypern                                                                                   |
| Mütercim Mehmed Rüşdi Pascha (1. Mal)                             | 24. Dezember 1859  | 27. Mai 1860       | türkischer Herkunft |
| Kıbrıslı Mehmed Emin Pascha (3. Mal)                              | 27. Mai 1860       | 6. August 1861     | türkischer Herkunft, stammte aus Zypern                                                                                   |
| Mehmed Emin Ali Pascha (4. Mal)                                   | 6. August 1861     | 22. November 1861  | türkischer Herkunft |
| Mehmed Fuad Pascha (1. Mal)                                       | 22. November 1861  | 6. Januar 1863     | türkischer Herkunft, stammte aus Konya                                                                                    |
| Yusuf Kamil Pascha                                                | 6. Januar 1863     | 3. Juni 1863       | türkischer Herkunft |
| Mehmed Fuad Pascha (2. Mal)                                       | 3. Juni 1863       | 5. Juni 1866       | türkischer Herkunft |
| Mütercim Mehmed Rüşdi Pascha (2. Mal)                             | 5. Juni 1866       | 11. Februar 1867   | türkischer Herkunft |
| Mehmed Emin Ali Pascha (5. Mal)                                   | 11. Februar 1867   | 7. September 1871  | türkischer Herkunft |
| Mahmud Nedim Pascha (1. Mal)                                      | September 1871     | 31. Juli 1872      | türkischer Herkunft, wurde Nedimoff genannt wegen seiner russophilen Politik                                              |
| Midhat Pascha (1. Mal)                                            | 31. Juli 1872      | 19. Oktober 1872   | türkischer Herkunft, Familie aus Rusçuk, geboren in Istanbul, 1884 ermordet                                               |
| Mütercim Mehmed Rüşdi Pascha (3. Mal)                             | Oktober 1872       | Februar 1873       | türkischer Herkunft |
| Sakızl Ahmed Esat Pascha (1. Mal)                                 | 15. Februar 1873   | Mai 1873           | türkischer Herkunft, stammte aus Sakız/Chios                                                                              |
| Şirvanlı Mehmed Rüşdi Pascha                                      | Mai 1873           | 14. Februar 1874   | türkischer oder kurdischer Herkunft, stammte aus Şirvan                                                                   |
| Hüseyin Avni Pascha                                               | 14. Februar 1874   | 25. April 1875     | türkischer Herkunft |
| Sakızl Ahmed Esat Pascha (2. Mal)                                 | April 1875         | August 1875        | türkischer Herkunft, stammte aus Chios                                                                                    |
| Mahmud Nedim Pascha (2. Mal)                                      | 21. August 1875    | 13. April 1876     | türkischer Herkunft |
| Mütercim Mehmed Rüşdi Pascha (4. Mal)                             | April 1876         | 19. Dezember 1876  | türkischer Herkunft |
| Midhat Pascha (2. Mal)                                            | 19. Dezember 1876  | 5. Februar 1877    | türkischer Herkunft, der letzte hingerichtete Großwesir – während des Exils in Taif                                       |
| İbrahim Edhem Pascha                                              | 5. Februar 1877    | 11. Januar 1878    | Turkisierter griechischer Herkunft, stammte aus Chios                                                                     |
| Ahmed Hamdi Pascha                                                | 11. Januar 1878    | 4. Februar 1878    | türkischer Herkunft |
| Ahmed Vefik Pascha                                                | 4. Februar 1878    | 18. April 1878     | türkischer Herkunft, stammte aus Istanbul                                                                                 |
| Mehmed Sadık Pascha                                               | 18. April 1878     | Mai 1878           | türkischer Herkunft |
| Mütercim Mehmed Rüşdi Pascha (5. Mal)                             | Mai 1878           | Juni 1878          | türkischer Herkunft |
| Mehmed Esad Saffet Pascha                                         | Mai 1878           | Oktober 1878       | türkischer Herkunft |
| Tunuslu Hayreddin Pascha                                          | Oktober 1878       | 28. Juli 1879      | Tunesischer Herkunft |
| Ahmed Arifi Pascha                                                | 28. Juli 1879      | September 1879     | türkischer Herkunft |
| Küçük Mehmed Said Pascha (1. Mal)                                 | 18. Oktober 1879   | 9. Juni 1880       | türkischer Herkunft |
| Cenani Mehmed Kadri Pascha                                        | 9. Juni 1880       | 12. September 1880 | türkischer Herkunft, stammte aus Antep                                                                                    |
| Küçük Mehmed Said Pascha (2. Mal)                                 | 12. September 1880 | 2. Mai 1882        | türkischer Herkunft |
| Abdurrahman Nureddin Pascha                                       | 2. Mai 1882        | 12. Juli 1882      | türkischer Herkunft, stammte aus Kütahya                                                                                  |
| Küçük Mehmed Said Pascha (3. Mal)                                 | 12. Juli 1882      | 30. November 1882  | türkischer Herkunft |
| Ahmed Vefik Pascha (2. Mal)                                       | 1. Dezember 1882   | 3. Dezember 1882   | türkischer Herkunft |
| Küçük Mehmed Said Pascha (4. Mal)                                 | 3. Dezember 1882   | 24. September 1885 | türkischer Herkunft |
| Kıbrıslı Mehmed Kamil Pascha (1. Mal)                             | September 1885     | September 1891     | türkischer Herkunft, stammte aus Zypern                                                                                   |
| Ahmed Cevad Şakir Pascha                                          | September 1891     | Juni 1895          | türkischer Herkunft, stammte aus Kabaağaç in Afyonkarahisar                                                               |
| Küçük Mehmed Said Pascha (5. Mal)                                 | 9. Juni 1895       | 3. Oktober 1895    | türkischer Herkunft |
| Kıbrıslı Mehmed Kamil Pascha (2. Mal)                             | Oktober 1895       | November 1895      | türkischer Herkunft, stammte aus Zypern                                                                                   |
| Halil Rıfat Pascha                                                | November 1895      | 9. November 1901   | türkischer Herkunft |
| Küçük Mehmed Said Pascha (6. Mal)                                 | 13. November 1901  | 15. Januar 1903    | türkischer Herkunft |
| Avlonyalı Mehmed Ferid Pascha                                     | 15. Januar 1903    | Juli 1908          | albanischer Herkunft, stammte aus Avlonya                                                                                 |
| Küçük Mehmed Said Pascha (7. Mal)                                 | 22. Juli 1908      | 6. August 1908     | türkischer Herkunft |
| Kıbrıslı Mehmed Kamil Pascha (3. Mal)                             | August 1908        | Februar 1909       | türkischer Herkunft, stammte aus Zypern                                                                                   |
| Ahmed Tevfik Pascha (1. Mal)                                      | 31. März 1909      | Mai 1909           | türkischer Herkunft |
| Hüseyin Hilmi Pascha                                              | Mai 1909           | Januar 1910        | türkischer Herkunft |

## Niedergang des Reiches 1910 bis 1922
| Großwesire                            | Amtsbeginn        | Amtsende           | Hintergrundinformationen                  |
| ------------------------------------- | ----------------- | ------------------ | ----------------------------------------- |
| İbrahim Hakkı Pascha                  | 12. Januar 1910   | 29. September 1911 | türkischer Herkunft                       |
| Küçük Mehmed Said Pascha (8. Mal)     | 4. Oktober 1911   | 17. Juli 1912      | türkischer Herkunft                       |
| Gazi Ahmed Muhtar Pascha              | 22. Juli 1912     | 29. Oktober 1912   | türkischer Herkunft                       |
| Kıbrıslı Mehmed Kamil Pascha (4. Mal) | Oktober 1912      | 23. Januar 1913    | türkischer Herkunft, stammte aus Zypern   |
| Mahmud Şevket Pascha                  | 23. Januar 1913   | 11. Juni 1913      | türkischer Herkunft                       |
| Said Halim Pascha                     | 12. Juni 1913     | 3. Februar 1917    | Albanischer Herkunft, stammte aus Ägypten |
| Mehmed Talat Pascha                   | 4. Februar 1917   | 8. Oktober 1918    | türkischer Herkunft                       |
| Ahmed İzzet Pascha                    | 14. Oktober 1918  | 8. November 1918   | türkischer Herkunft                       |
| Ahmed Tevfik Pascha (2. Mal)          | 11. November 1918 | 10. März 1919      | türkischer Herkunft                       |
| Damat Ferid Pascha (1. Mal)           | 10. März 1919     | 4. Oktober 1919    | Montenegrinischer Herkunft                |
| Ali Rıza Pascha                       | 6. Oktober 1919   | 2. März 1920       | türkischer Herkunft                       |
| Hulusi Salih Pascha                   | 8. März 1920      | 2. April 1920      | türkischer Herkunft                       |
| Damat Ferid Pascha (2. Mal)           | 5. April 1920     | 18. Oktober 1920   | Montenegrinischer Herkunft                |
| Ahmed Tevfik Pascha (3. Mal)          | 21. Oktober 1920  | 17. November 1922  | türkischer Herkunft, letzter Großwesir    |